# Gianmarco Tamberi
Gianmarco Tamberi (Civitanova Marche, 1 juni 1992) is een Italiaans atleet, die is gespecialiseerd in het hoogspringen. Hij vertegenwoordigde zijn land tweemaal op de Olympische Spelen en won hierbij eenmaal een gouden medaille. Hij is bovendien houder van de Italiaanse in- en outdoorrecords bij het hoogspringen.

## Carrière

### Eerste successen als junior
Gianmarco Tamberi, zoon van Marco Tamberi, finalist bij het hoogspringen op de Olympische Spelen van 1980 in Moskou, gold reeds in zijn juniortijd als een grote belofte. Werd hij in 2010, bij zijn eerste internationale optreden op de wereldkampioenschappen voor U20-junioren in het Canadese Moncton, nog uitgeschakeld voor de finale, een jaar later, op de Europese kampioenschappen voor U20-junioren in Tallinn, veroverde hij met een evenaring van zijn persoonlijk beste prestatie van 2,25 m al een bronzen medaille. Toen al begon hij op aandringen van zijn vader voor een belangrijke finale steeds zijn baard aan één kant af te scheren.

### Olympisch debuut
In 2012 overschreed Tamberi tijdens de Italiaanse kampioenschappen reeds de 2,30. Zijn winnende 2,31 was de derde beste Italiaanse prestatie ooit. Op de Europese kampioenschappen in Helsinki, zijn eerste grote toernooi bij de senioren, eindigde hij met 2,24 als vijfde. Op de kort hierop volgende Olympische Spelen van Londen kon hij dit niveau niet vasthouden en strandde hij met 2,21 in de kwalificatieronde.

### Mindere jaren
In 2013 werd Tamberi, na een moeizame overwintering, desondanks met 2,29 nog vijfde bij de Europese indoorkampioenschappen in Göteborg. Maar later dat jaar, bij de EK voor neo-senioren (U23) in Tampere kon hij in de door de Nederlander Douwe Amels met 2,28 gewonnen wedstrijd zijn draai totaal niet vinden en strandde hij met 2,17 in de voorronde. Ook in eigen land moest hij bij de nationale kampioenschappen deze keer met zilver genoegen nemen.
Een jaar later won hij die titel weer wel, maar op de EK in Zürich eindigde hij met 2,26 op een gedeelde zevende plaats. Terwijl de eerste vier van Zürich 2,30 of hoger sprongen, slaagde de Italiaan er niet in om in de buurt te komen van die hoogte, die hij enkele jaren eerder toch wist te overwinnen.

### Nationaal record bijgesteld
In 2015 keerde het tij. Want nadat Tamberi bij de EK indoor in Praag eerst nog met 2,24 op een zevende plaats was blijven hangen, kreeg hij in de loop van het zomerseizoen de weg omhoog weer te pakken en verbeterde hij bij wedstrijden in eigen land tot tweemaal toe het nationale record, eerst naar 2,35 en bij een volgende gelegenheid zelfs naar 2,37. Maar hij wist dit niveau niet vast te houden op de wereldkampioenschappen in Peking, want daar eindigde hij met 2,25 op een gedeelde achtste plaats.

### Goud op WK indoor en op EK
In 2016 werd Tamberi met 2,36 wereldindoorkampioen en met 2,32 Europees kampioen en won zijn enige Diamond League wedstrijd in Monaco. De Spelen van Rio moest hij vanwege een blessure aan zich voorbij laten gaan.

### Olympisch kampioen
Tijdens de finale van de Olympische Spelen van Tokio in 2021 sprongen Tamberi en de Quatarees Mutaz Essa Barshim over een hoogte van 2,37 en faalden drie maal op 2,39. Aangezien beide atleten drie foutsprongen hadden, stonden ze gelijk. Vanaf 2014 kunnen de atleten kiezen tussen een barrage en de medaille delen. De atleten kozen om de gouden medaille te delen; zowel Tamberi als Barshim werden olympisch kampioen.

## Titels
- Olympisch kampioen hoogspringen - 2020
- Wereldindoorkampioen hoogspringen - 2016
- Europees kampioen hoogspringen - 2016, 2024
- Europees indoorkampioen hoogspringen - 2019
- Italiaans kampioen hoogspringen - 2012, 2014, 2016, 2018, 2020
- Italiaans indoorkampioen hoogspringen - 2016, 2019, 2021

## Persoonlijke records
Outdoor
| Onderdeel    | Prestatie   | Datum        | Plaats |
| ------------ | ----------- | ------------ | ------ |
| hoogspringen | 2,39 m (NR) | 15 juli 2016 | Monaco |

Indoor
| Onderdeel    | Prestatie   | Datum            | Plaats    |
| ------------ | ----------- | ---------------- | --------- |
| hoogspringen | 2,38 m (NR) | 13 februari 2016 | Hustopeče |

## Palmares

### Hoogspringen
Kampioenschappen
- 2010: 9e in kwal. WK U20 - 2,10 m
- 2011:  EK U20 te Tallinn - 2,25 m
- 2012:  Italiaanse kamp. - 2,31 m
- 2012: 5e EK - 2,24 m
- 2012: 13e in kwal. OS - 2,21 m
- 2013: 5e EK indoor - 2,29 m
- 2013: 7e in kwal. EK U23 te Tampere - 2,17 m
- 2013:  Italiaanse kamp. - 2,25 m
- 2014:  Italiaanse kamp. - 2,22 m
- 2014: 7e EK 2,26 m
- 2015: 7e EK indoor - 2,24 m
- 2015: 8e WK - 2,25 m
- 2016:  Italiaanse indoorkamp. - 2,36 m
- 2016:  WK indoor - 2,36 m
- 2016:  Italiaanse kamp. - 2,36 m
- 2016:  EK 2,32 m
- 2017: 7e WK - 2,20 m
- 2018:  Italiaanse kamp. - 2,30 m
- 2018: 4e EK 2,28 m
- 2019:  Italiaanse indoorkamp. - 2,32 m
- 2019:  EK indoor - 2,32 m
- 2019: 8e WK - 2,27 m
- 2020:  Italiaanse kamp. - 2,28 m
- 2021:  Italiaanse indoorkamp. - 2,35 m
- 2021:  EK indoor - 2,35 m
- 2021:  OS - 2,37 m
- 2022: 4e WK - 2,33 m
- 2023:  WK - 2,36 m
- 2024:  EK - 2,37 m

Diamond Leaguezeges
- 2016: Herculis - 2,39 m

1896: Ellery Clark ·
1900: Irving Baxter ·
1904: Samuel Jones ·
1908: Harry Porter ·
1912: Alma Richards ·
1920: Richmond Landon ·
1924: Harold Osborn ·
1928: Robert Wade King ·
1932: Duncan McNaughton ·
1936: Cornelius Johnson ·
1948: John Winter ·
1952: Walter Davis ·
1956: Charles Dumas ·
1960: Robert Sjavlakadze ·
1964: Valeri Broemel ·
1968: Dick Fosbury ·
1972: Jüri Tarmak ·
1976: Jacek Wszoła ·
1980: Gerd Wessig ·
1984: Dietmar Mögenburg ·
1988: Hennadi Avdjejenko ·
1992: Javier Sotomayor ·
1996: Charles Austin ·
2000: Sergej Kljoegin ·
2004: Stefan Holm ·
2008: Andrej Silnov ·
2012: Erik Kynard ·
2016: Derek Drouin ·
2020: Gianmarco Tamberi & Mutaz Essa Barshim ·
2024: Hamish Kerr
1983 Hennadi Avdjejenko ·
1987 Patrik Sjöberg ·
1991 Charles Austin ·
1993 Javier Sotomayor ·
1995 Troy Kemp ·
1997 Javier Sotomayor ·
1999 Vjatsjelav Voronin ·
2001 Martin Buß ·
2003 Jacques Freitag ·
2005 Joeri Krymarenko ·
2007 Donald Thomas ·
2009 Jaroslav Rybakov ·
2011 Jesse Williams ·
2013 Bohdan Bondarenko ·
2015 Derek Drouin ·
2017 Mutaz Essa Barshim ·
2019 Mutaz Essa Barshim ·
2022 Mutaz Essa Barshim ·
2023 Gianmarco Tamberi